# Тене (Перуђа)
Тене је насеље у Италији у округу Перуђа, региону Умбрија.
Према процени из 2011. у насељу је живело 171 становника. Насеље се налази на надморској висини од 212 м.